# Кільчасті черв'яги
Кільчасті черв'яги (Siphonopidae) — родина земноводних ряду Безногі земноводні. Має 7 родів та 22 види. Тривалий час вважалася підродиною черв'яг. Лише у 2011 році остаточно відокремлено у самостійну родину.

## Опис
Загальна довжина представників цієї родини коливається від 35 до 70 см. За своєю будовою в багато в чому схожі на Справжніх черв'яг — мають витягнуту голову середнього розміру, хробакоподібний тулуб. Кінцівки, як і у всіх безногих, відсутні. Відрізняються лише відсутністю внутрішніх зубів на нижній щелепі. Їх череп має відносно мало кісток. Слухові кістки неперфоровані. Забарвлення чорне, коричневе або сіро-чорне зі світлими кільцями, що створюють кільчастий малюнок. Звідси походить назва цих земноводних.

## Спосіб життя
Полюбляють тропічні ліси. Активні вночі. Значну часину життя проводять у лісовій підстилці, часто зариваються у ґрунт. Ходи під землею риють завдяки особливій будови морди. Живляться безхребетними.
Це яйцекладні земноводні. У личинок наружні зябри представлені у формі пластинок.

## Розповсюдження
Мешкають у Південній Америці.

## Роди
- Brasilotyphlus
- Caecilita
- Luetkenotyphlus
- Microcaecilia
- Mimosiphonops
- Parvicaecilia
- Siphonops